# Fox Kids
Fox Kids (originariamente conosciuto come Fox Children's Network e successivamente come Fox Kids Network) era un contenitore di programmazione per bambini e un marchio per una serie di canali televisivi per bambini e ragazzi in vari paesi del mondo. Creato originariamente come joint venture tra la Fox Broadcasting Company (Fox) e le sue stazioni affiliate, è stata successivamente di proprietà di Fox Family Worldwide.
Prima dell'ottobre 2001, Fox Kids è diventata una partnership tra News Corporation e una società di Haim Saban.
Fox Kids era molto conosciuta per programmi molto popolari del contenitore, come Il mondo di Bobby e la serie Power Rangers con quest'ultima che dominava la programmazione con un aumento degli ascolti e creando un franchise. Inoltre, Fox Kids ha spesso utilizzato i Power Rangers per le sue promozioni, proprio per il successo dello show.
Al di fuori degli Stati Uniti, il primo canale televisivo a marchio Fox Kids è stato lanciato il 1º ottobre 1995 su Foxtel in Australia.
A partire dal 2004, i canali internazionali e latino-americani sono stati gradualmente rilanciati con il marchio Jetix in seguito all'acquisizione da parte di Disney di Fox Family Worldwide.

## Storia
Fox Kids è nato come un contenitore trasmesso sulla rete Fox dall'8 settembre 1990 al 7 settembre 2002. Il format è stato trasmesso per tutta la durata della sua esistenza il sabato mattina (domenica mattina in Canada), con una fascia oraria aggiuntiva dal lunedì al venerdì pomeriggio in onda fino a gennaio 2002.